# Més Algemesí
Més Algemesí (+A) és una plataforma política valencianista d'àmbit municipal. Es presenta a la localitat d'Algemesí, a la Ribera Alta. La plataforma està formada per persones independents, pel Bloc Nacionalista Valencià, Iniciativa del Poble Valencià i Esquerra Republicana.

## Història
A les municipals de 2011 el seu cap de llista va ser l'independent Josep Bermúdez, qui va ser elegit després d'unes primàries obertes a tots els veïns del poble majors de setze anys que participaren en les primàries obertes que realitzaren al Casino Liberal d'Algemesí. No debades, la coalició va fer una campanya propera al votant, amb un acte on els ciutadans podien preguntar-li directament al candidat a l'alcaldia.

### Eleccions municipals de 2011
Finalment, a les eleccions municipals de 2011 van obtenir 1.363 vots, que van suposar dos regidors per a la formació valencianista.
| Eleccions                    | Candidat       | Vots  | % de vots | Regidors | Posició |
| ---------------------------- | -------------- | ----- | --------- | -------- | ------- |
| Eleccions municipals de 2011 | Josep Bermúdez | 1.363 | 8,90%     | 2        | 4ª      |
| Eleccions municipals de 2015 | Josep Bermúdez | 2.798 | 18,76%    | 4        | 3ª      |

## Activitat
Pel que fa a la seua activitat a l'Ajuntament, Més Algemesí ha denunciat tergiversacions per part de l'Ajuntament en els comptes de la construcció del mercat, va demanar a les Corts Valencianes (a través del Grup Parlamentari Compromís) la construcció d'una residència per a la tercera edat, una rotonda al Camí de la Creueta i una escola infantil i de primer cicle d'educació primària, ha denunciat la gestió del Pàrquing per part de l'Ajuntament d'Algemesí, i ha reclamat a la Generalitat Valenciana que pague un deute d'1,5 milions d'euros a l'Ajuntament. 

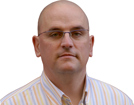
Josep Bermúdez, actual portaveu de Més Algemesí

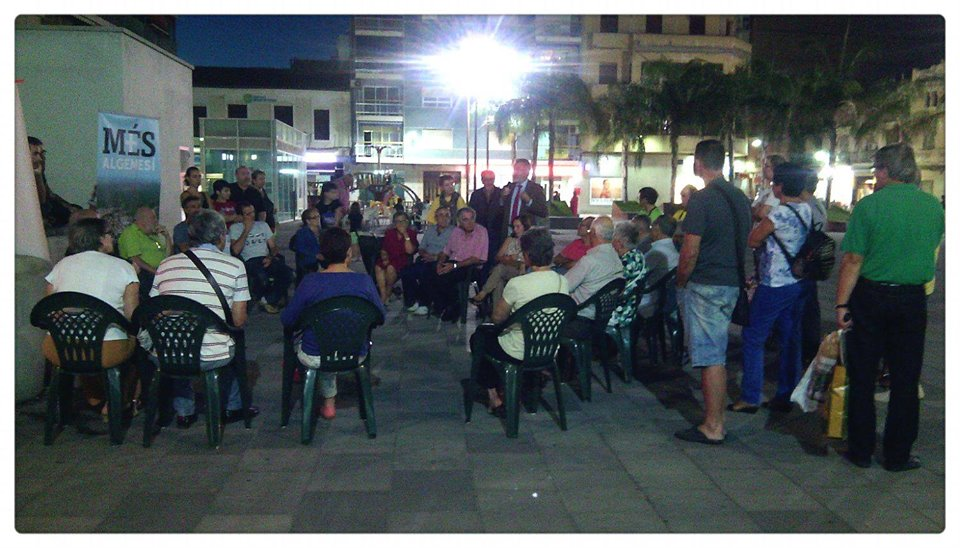
Imatge d'una de les assemblees de barri de Més Algemesí, en la Plaça del Mercat

L'agrupació ha aconseguit que un advocat, familiar directe d'una de les regidores del Partit Popular d'Algemesí, torne una suma de 28.000 € a l'Ajuntament. Suma qualificada per Més Algemesí d'excessiva i sobre la qual la interventora de l'Ajuntament va indicar que el procediment seguit no era l'adequat i que existia una incompatibilitat per a facturar pel vincle conjugal.

### Participació Ciutadana
El portaveu va ser elegit en el 2011 a través d'unes primàries obertes a tots els veïns de la població majors de 16 anys, les quals van ser realitzades al Casino Lliberal d'Algemesí; va ser el primer partit d'Algemesí que elegia de manera oberta el seu candidat. La coalició realitzà una campanya electoral, qualificada per ells, com a propera al votant, amb actes on els ciutadans podien preguntar-los directament.
Fins a maig del 2014 han realitzat assemblees obertes per a tota la ciutadania al saló d'actes del Casino Liberal d'Algemesí. És a partir d'esta data quan comencen a realitzar assemblees obertes barri per barri, amb la intenció d'apropar cada vegada més ciutadania i política.

### Transparència
El grup ha apostat fermament per la transparència i la gestió honesta dels recursos municipals. Han explicat què cobren els regidors de l'ajuntament, han publicat a la seua pàgina web les dades de l'atur del poble, les subvencions atorgades per l'Ajuntament, les factures i contractes, pagaments d'obres públiques i altres documents econòmics de l'Ajuntament d'Algemesí. A més, el portaveu del partit va fer pública la seua declaració de la renda, tot i que habitualment no se sol fer.